# Ferenc Molnár
Ferenc Molnár este pseudonimul literar al lui Ferenc Neumann (n. 12 ianuarie 1878, Budapesta – d. 1952), publicist și scriitor maghiar.

## Biografie
S-a născut într-o familie înstărită de evrei. Tatăl său, Mor Neumann, a fost un medic renumit.
La vârsta de 18 ani, Molnár și-a început cariera în jurnalism și studiile de drept internațional la Universitatea din Geneva. A făcut parte din colectivul redacțional al ziarului Budapesti napló, ocazie cu care și-a schimbat numele german, pentru a putea fi perceput ca scriitor mghiar. Peste mai mulți ani, Molnár s-a convertit la creștinism.
Ca scriitor, a devenit celebru, în 1907, cu cartea A Pál utcai fiúk, tradusă și în română sub titlul "Băieții de pe strada Pál".

## Piese de teatru
- Avocatul
- 1907 Diavolul (Az ördög), București, tradus de Paul Gusty
- 1909 Liliom: Ofițerul de gardă (Liliom)
- 1910 Garda de corp (A testőr)
- 1920 Lebăda (A hattyú)
- 1921 Teatru la castel sau Jocuri în castel: 
  - Előjáték Lear királyhoz
  - Maresalul (Marsall)
  - Az ibolya
- 1928 Olympia (comedie)
- 1929 Un, doi, trei (Egy, kettő, három)
- Viața și moartea unui ștrengar

## Romane
- 1906: Băieții din strada Pal (roman)